# سهره گورخری استرالیایی
سهره گورخری استرالیایی (نام علمی: Taeniopygia castanotis)، رایج‌ترین سهره ریز در استرالیای مرکزی است. دامنه پراکنش آن در بیشتر این قاره است و تنها از جنوب مرطوب خنک و برخی از مناطق استوایی دور شمالی پرهیز می‌کند. این پرنده به پورتوریکو و پرتغال معرفی شده‌است. به دلیل آسانی نگهداری و پرورش سهره گورخری در اسارت، این پرنده به پرمخاطب‌ترین پرنده استرالیا تبدیل شده‌است. تا سال ۲۰۱۰، این گونه با اختلاف چشمگیری، مطالعه‌شده‌ترین گونه گنجشک‌سان مدل اسیر در سراسر جهان بود.

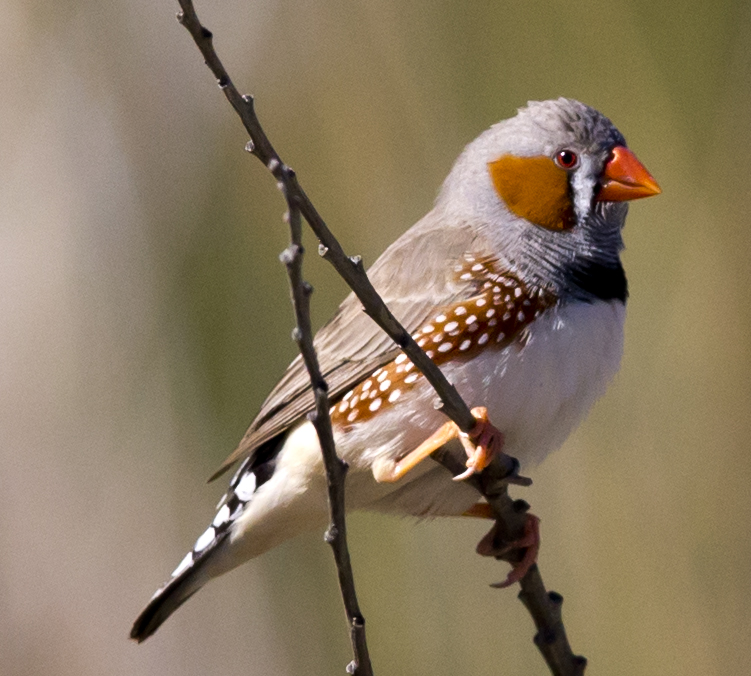
نر در کاراتا، استرالیای غربی